# Поздняя Лян (907—923)
Поздняя Лян (кит. трад. 後梁, пиньинь Hòu Liáng) (5 июня 907—923 гг.) — одна из Пяти династий Эпохи пяти династий и десяти царств в Китае. Основатель — Чжу Вэнь (посмертное имя — император Тай-цзу); он принудил последнего императора Тан к отречению в свою пользу, а затем приказал убить его. Династия Поздняя Лян просуществовала до 923 г., когда была уничтожена династией Поздняя Тан.

## Основание Поздней Лян
Чжу Вэнь первоначально был союзником Хуан Чао и одним из его заместителей. В дальнейшем, опираясь на отборные войска Хуан Чао, он утвердил свою власть как военный диктатор в районе Кайфына. К 904 г. он уже контролировал обе столицы империи Тан — Чанъань и  Лоян. Император Чжао-цзун был убит по его приказу в том же году, а последний император Тан Ай-ди низложен тремя годами позже. Ай-ди был убит в 908 г. также по приказу Чжу Вэня.
Тем временем Чжу Вэнь провозгласил себя императором новой династии Поздняя Лян в Кайфыне в 907 г. Название Лян традиционно соотносится с провинцией Хэнань, ставшей центром нового царства.

## Территория
Династия Поздняя Лян контролировала большую часть Северного Китая, хотя значительная часть провинций Шэньси (царство Ци), Хэбэй (царство Янь) и Шаньси (тюрки-шато) находились вне её контроля.

## Конец династии
У династии Поздняя Лян сложились напряженные отношения с тюрками-шато. После смерти Ли Кэюна его сын Ли Цуньсюй продолжил территориальную экспансию своего государства Цзинь. Ли Цуньсюй смог уничтожить царство Поздняя Лян в 923 г. и основал династию Поздняя Тан.

## Переход «небесного мандата» к династии Поздняя Лян
По обычаю китайской историографии, задачей историков последующих царств была легитимизация задним числом «небесного мандата» (天命 тяньмин), дарованного провидением ушедшим династиям. Основной целью здесь было подчеркнуть связь с «небесным мандатом» современных им правителей. Именно эту задачу выполнил сунский историк Сюэ Цзюйчжэн в своем сочинении «История пяти династий» (五代史).
В числе причин, подтверждавших легитимность «небесного мандата» в отношении этого и последующих режимов периода Пяти династий, указывался тот факт, что все они владели большей частью исконно китайских территорий. Впрочем, именно царствование Поздней Лян вызвало наибольшие затруднения по причине его жестокости, из-за чего многие желали бы отказать этой династии в законном статусе; однако это разорвало бы цепь преемственности, ведущую к самой династии Сун.

## Императоры Поздней Лян
| Храмовое имя                                           | Посмертное имя            | Личное имя                 | Годы правления | Эра летоисчисления и годы эры                                                                     |
| ------------------------------------------------------ | ------------------------- | -------------------------- | -------------- | ------------------------------------------------------------------------------------------------- |
| Исторически наиболее употребительная форма: личное имя |                           |                            |                |                                                                                                   |
| Тай-цзу 太祖 Taìzǔ                                     | Сянь У-ди 獻武帝 Xiànwǔdì | Чжу Вэнь 朱溫 Zhū Wēn      | 907—912        | - Кайпин (開平 Kaīpíng) 907—911 - Цяньхуа (乾化 Qiánhuà) 911—912                                  |
| отсутствует                                            | отсутствует               | Чжу Югуй 朱友珪 Zhū Yǒugūi | 912—913        | - Цяньхуа (乾化 Qiánhuà) 912—913 - Фэнли (Fengli) 913                                             |
| отсутствует                                            | Мо-ди 末帝 Mòdì           | Чжу Чжэнь 朱瑱 Zhū Zhèn    | 913—923        | - Цяньхуа (乾化 Qiánhuà) 913—915 - Чжэньмин (貞明 Zhēnmíng) 915—921 - Лундэ (龍德 Lóngdé) 921—923 |